# Tagjäger

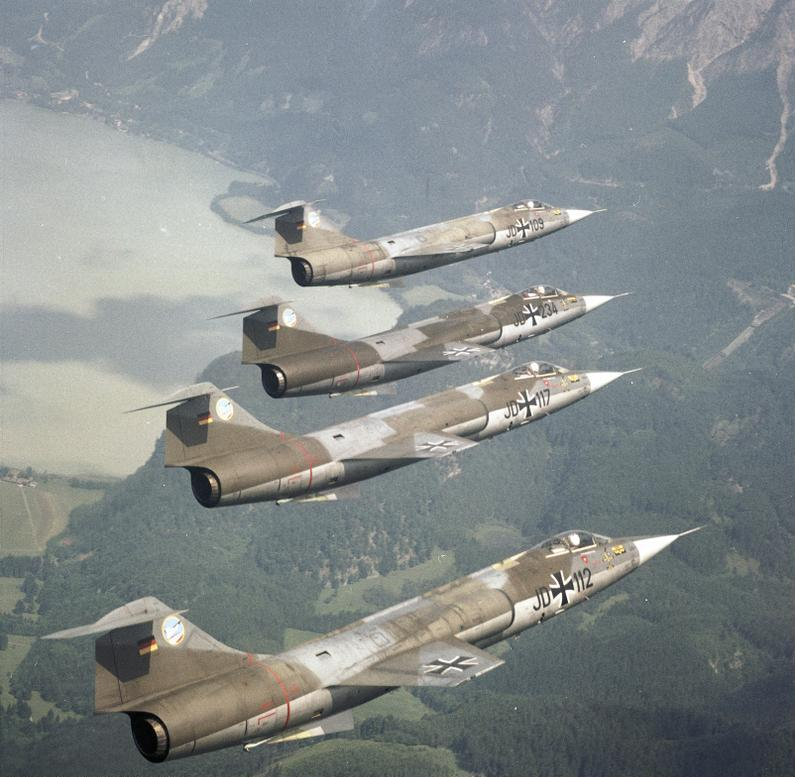
Vier Lockheed F-104 der Luftwaffe im Formationsflug 1965. Dieses Kampfflugzeug war ursprünglich als reiner Tagjäger konzipiert.

Als Tagjäger wird ein Jagdflugzeug bezeichnet, welches aufgrund seiner reduzierten technischen Ausrüstung nur für den Einsatz bei Tageslicht geeignet ist. Im Gegensatz zum Nachtjäger verfügt es über keine volltauglichen Blindfluggeräte oder Landeanflughilfen. Auch besitzt es keine bei Dunkelheit notwendigen Zielanflughilfen. Andere Flugzeuge werden ausschließlich visuell erfasst. Mit der ersten Jahreshälfte 1944 war der Zenit der deutschen Tagjäger erreicht. Danach verlegten sich die alliierten Bomberverbände zunehmend auf Schlechtwetter- und Nachtflüge. War im Zweiten Weltkrieg die Trennung zwischen Tag- und Nachtjäger noch deutlich, verwischte sich dieser zunehmend in der Nachkriegszeit durch Einführung von generell instrumentenflugtauglichen Cockpits, Zieldarstellungsradar und elektronischer Kampfführung. Der Begriff Tagjäger wurde bei Planung der NATO in den 1950er Jahren verwandt und grenzte zum Begriff Allwetterjäger ab. Ende des 20. Jahrhunderts zählten noch einige ohne Ausstattung für den Nachtflug gebauten Varianten von Leichtjägern wie die F-16 oder die MiG-21 zu den Tagjägern.